# Draba longisiliqua
Draba longisiliqua är en korsblommig växtart som beskrevs av Johannes Theodor Schmalhausen. Draba longisiliqua ingår i släktet drabor, och familjen korsblommiga växter. Inga underarter finns listade i Catalogue of Life.

## Bildgalleri

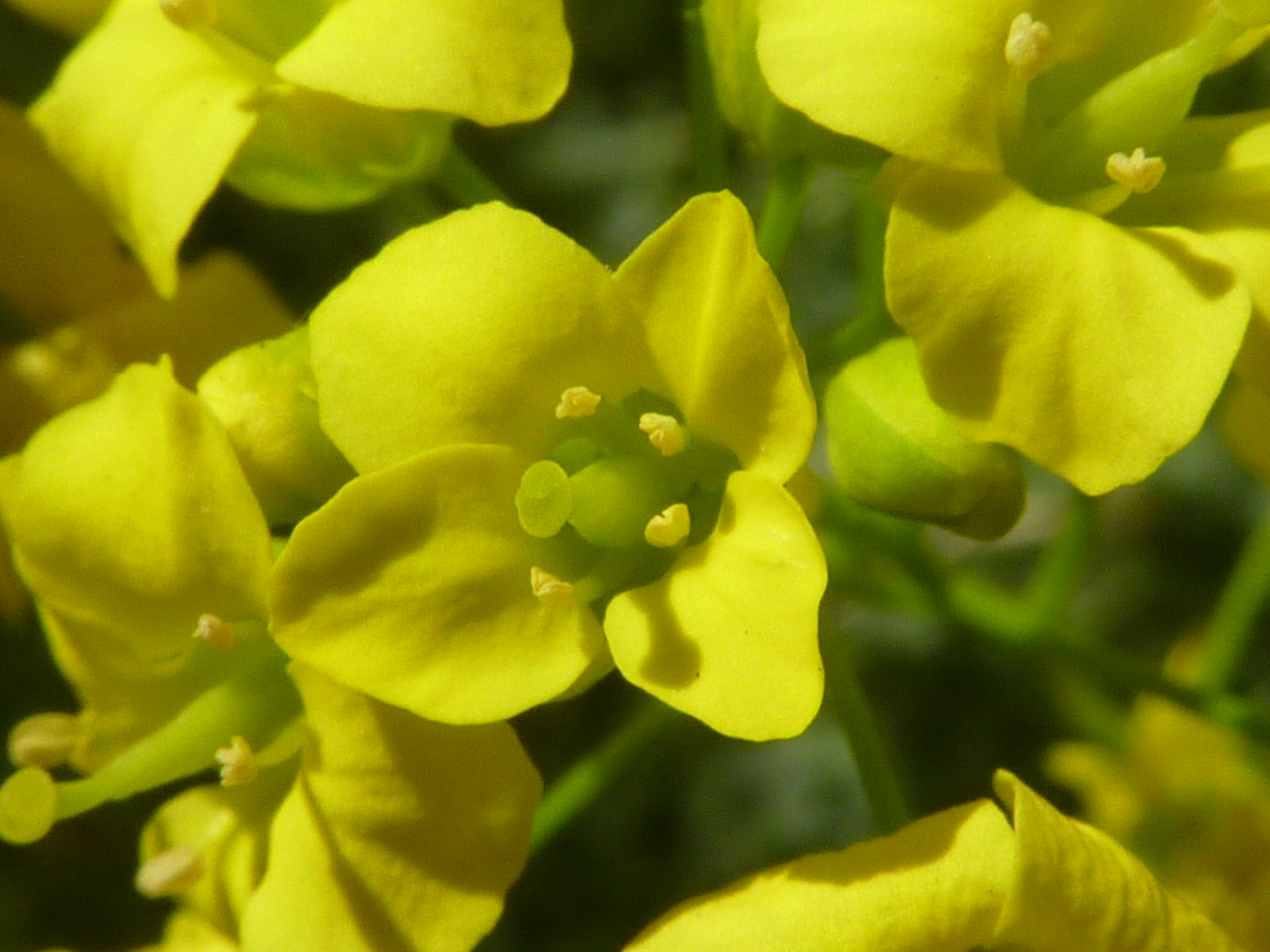
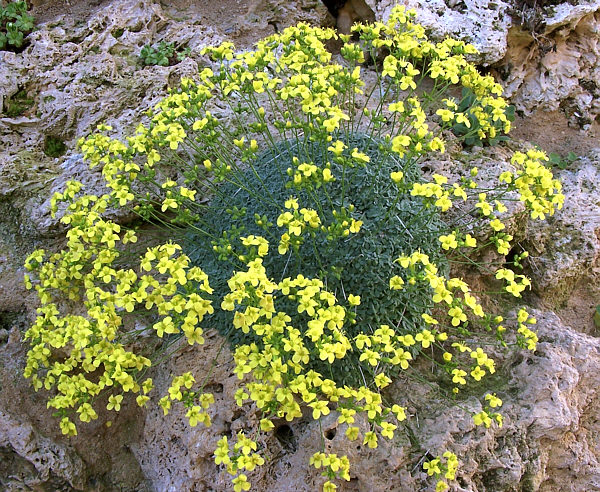